# Куземкино (Тотемский район)
Куземкино — деревня в Тотемском районе Вологодской области.
Входит в состав Пятовского сельского поселения, с точки зрения административно-территориального деления — в Матвеевский сельсовет.
Расположена на левом берегу реки Еденьга. Расстояние до районного центра Тотьмы по автодороге — 16,5 км, до центра муниципального образования деревни Пятовская по прямой — 13 км. Ближайшие населённые пункты — Кормакино, Матвеево, Мосеево, Федотово.
По переписи 2002 года население — 3 человека.